# Schronisko na Kaczmarce Drugie
Schronisko na Kaczmarce Drugie – jaskinia na wzgórzu Kaczmarka we wsi Czatachowa w województwie śląskim, w powiecie myszkowskim, w gminie Żarki. Znajduje się w lesie, w pobliżu wąskiej asfaltowej drogi z Czatachowej do osady Ostrężnik. Drogą tą prowadzi niebieski Szlak Warowni Jurajskich.

## Opis obiektu
Jest to schronisko u północnych podnóży skały, która przez wspinaczy skalnych nazwana została Wampirkiem. Są na niej bardzo trudne drogi wspinaczkowe. Nieregularny, soczewkowaty otwór ma wysokość 1 m i szerokość 4 m. Za metrowej wysokości prożkiem jest nyża o opadającym dnie, sięgająca na 2 m w głąb skały.
Schronisko powstało w późnojurajskich wapieniach skalistych na międzywarstwowej fudze. Jest widne, suche i bez nacieków. Spąg skalisty, z niewielką ilością próchnicy w części wschodniej. Na ścianach mchy i porosty.
Po raz pierwszy schronisko to opisał M. Czepiel w listopadzie 2000 r. On też sporządził jego plan.

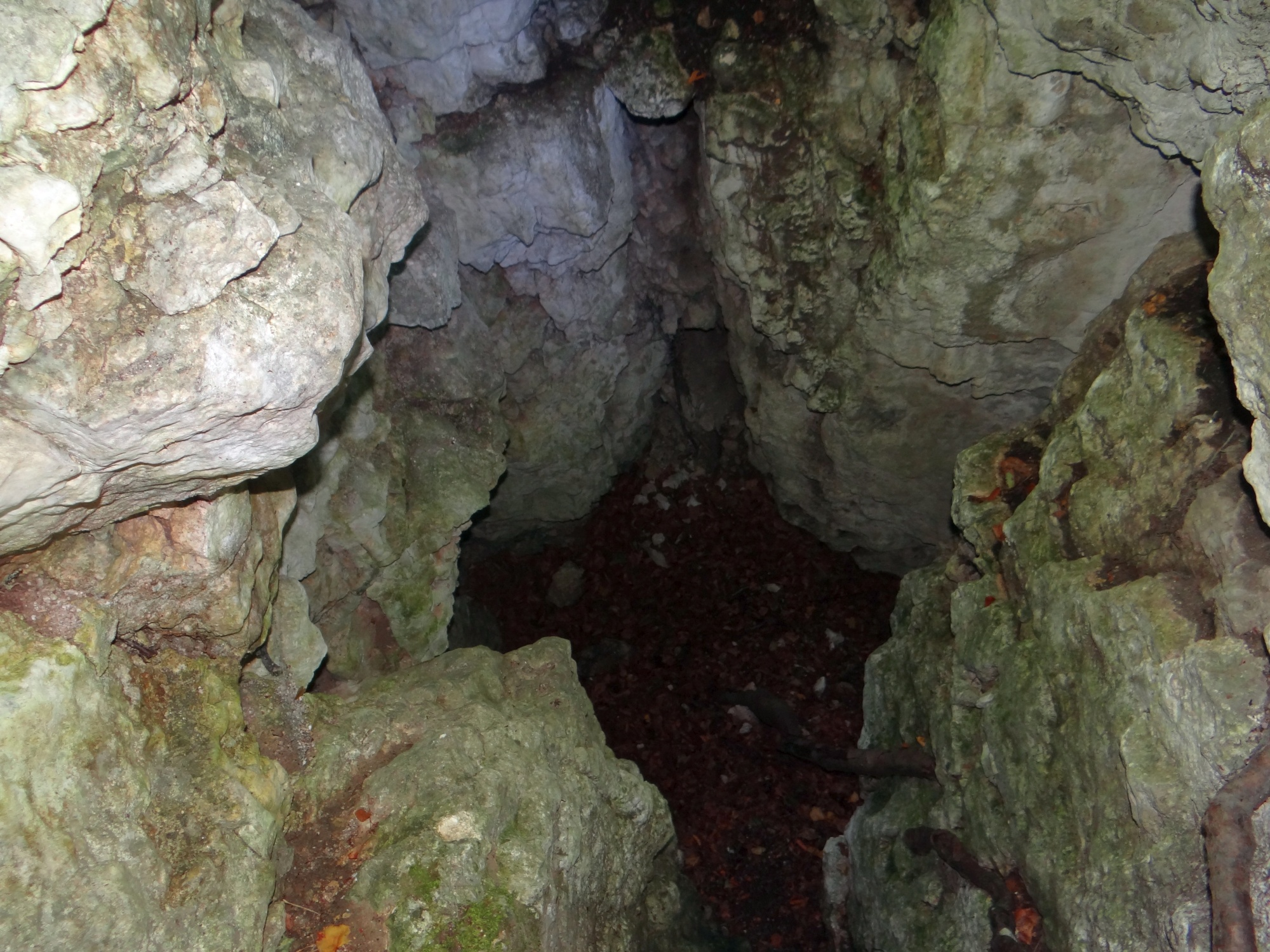
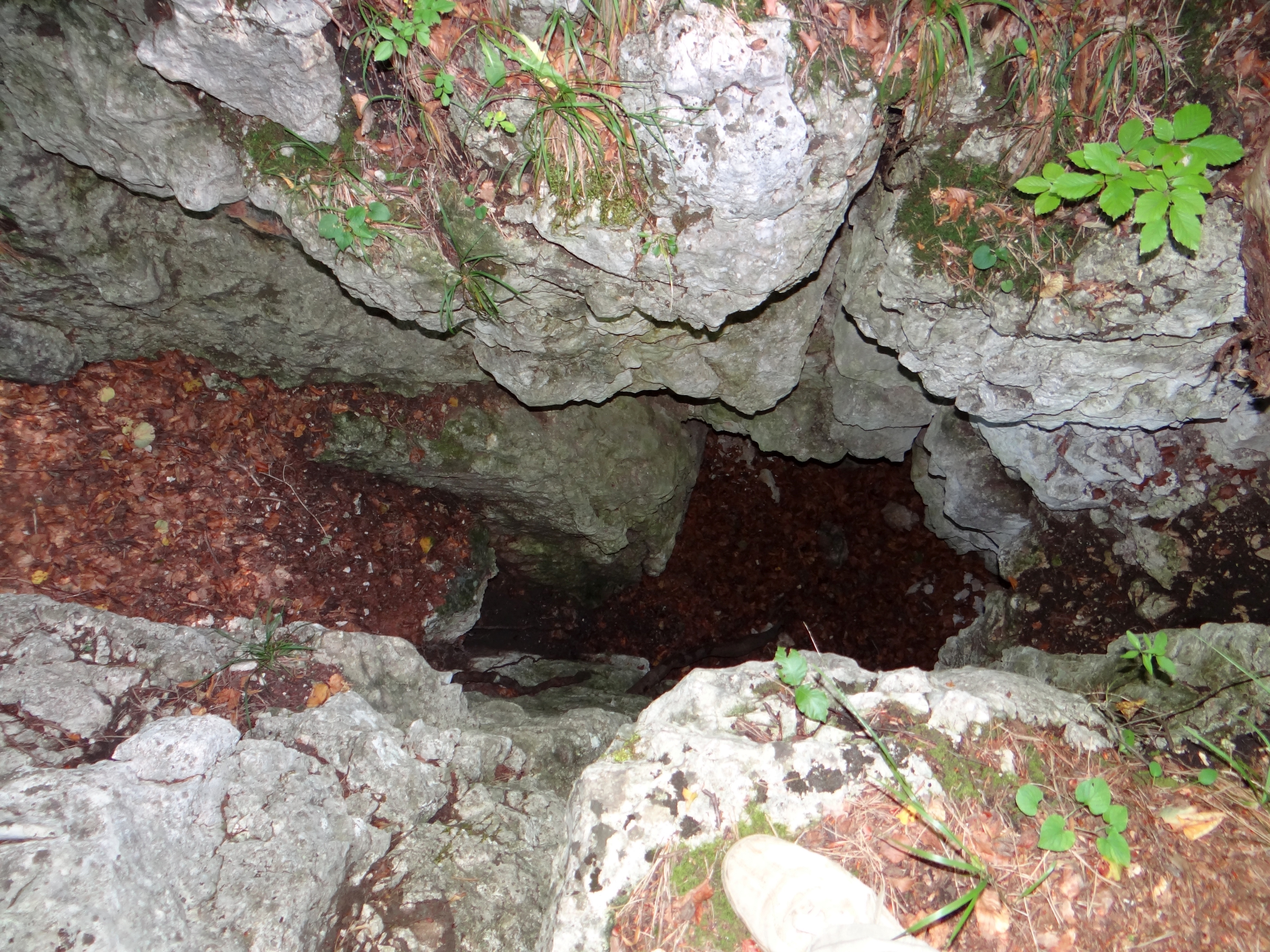